# Decymus Juniusz Brutus (konsul 77 p.n.e.)
Decymus Juniusz Brutus (Decimus Iunius Brutus) syn Decymusa Juniusza Brutusa Gallaikusa, konsula 138 p.n.e. i Klaudii z rodu Klaudiuszów Pulchrów. Był znawcą greckiej i łacińskiej literatury. W latach dziwięćdziesiątych p.n.e. często występował w procesach sądowych.
W roku 100 p.n.e. jak wiemy z mowy Cycerona w obronie Rabiriusza Decymus wziął udział w stłumieniu ruchu Saturninusa. Pomiędzy 94 a 90 p.n.e. sprawował urząd pretora. W czasie wojny domowej należał do stronników Sulli. Wybrany w 77 p.n.e. wraz z Mamerkusem Emiliuszem Lepidusem Livianusem konsulem podtrzymywał reżym sullański. Pierwszą jego żoną była Postumia, z którą miał syna Decymusa Juniusza Brutusa Albinusa. W 63 p.n.e. ożenił się z Sempronią (mieli dzieci ale nie zachowały się informacje o nich), uczestniczką spisku Katyliny. Pod nieobecność Brutusa w Rzymie, Sempronia uczyniła ich dom punktem konspiracyjnym spiskowców.